# Dendropsophus haddadi
Dendropsophus haddadi är en groddjursart som först beskrevs av Bastos och Pombal 1996.  Dendropsophus haddadi ingår i släktet Dendropsophus och familjen lövgrodor. IUCN kategoriserar arten globalt som livskraftig. Inga underarter finns listade i Catalogue of Life.